# Fake Happy
«Fake Happy» es una canción escrita y grabada por la banda estadounidense de rock Paramore de su quinto álbum de estudio, After Laughter (2017). Fue lanzado el 29 de agosto de 2017 a través de Fueled by Ramen como el tercer sencillo. Fue escrita por la vocalista principal Hayley Williams y el guitarrista Taylor York y producida por Justin Meldal-Johnsen y York, la canción fue grabada en la ciudad natal de la banda, Nashville, Tennessee.

## Composición
Según NPR, "Fake Happy" es "una canción que afirma directamente una desesperanza colectiva con" Todos somos tan falsos felices/Y sé falso feliz", más tarde complicando la emoción con la vergüenza no suele explorarse en el diálogo de la depresión, la vergüenza de sentirse mal y la vergüenza de sentirse mal por sentirse mal: "No me preguntes cómo he sido/No me hagas jugar a fingir". La canción comienza con una acústica silenciosa "La introducción, con la voz de Williams filtrada a través de un tipo de efecto telefónico, "que luego se transforma con" un sencillo y efectivo riff de sintetizador".

## Vídeo musical
El video musical de "Fake Happy" fue lanzado el 17 de noviembre de 2017. Fue dirigido por el baterista de la banda, Zac Farro, y presenta a Hayley Williams en un traje de lentejuelas paseando por la ciudad de Nueva York, lleno de multitudes con caras sonrientes boca abajo animadas pegado en sus caras.

## Lista de canciones
Descarga digital
1. "Fake Happy" – 3:55

Radio edit
1. "Fake Happy" (Edit) – 3:16

## Posicionamiento en lista
| Lista (2017)                  | Posiciones |
| ----------------------------- | ---------- |
| US Hot Rock Songs (Billboard) | 22         |